# Haematostemon
Haematostemon es un género de plantas con flores perteneciente a la familia  Euphorbiaceae. Comprende 6 especies descritas y de estas solo 4 aceptadas.

## Taxonomía
El género fue descrito por (Müll.Arg.) Pax & K.Hoffm. y publicado en Das Pflanzenreich IV. 147 IX–XI(Heft 68): 31. 1919. La especie tipo es:Haematostemon coriaceus (Baill.) Pax & K.Hoffm.	

## Especies aceptadas
A continuación se brinda un listado de las especies del género Haematostemon aceptadas hasta marzo de 2014, ordenadas alfabéticamente. Para cada una se indica el nombre binomial seguido del autor, abreviado según las convenciones y usos.
- Haematostemon coriaceus (Baill.) Pax & K.Hoffm.
- Haematostemon guianensis Sandwith